# Daína Chaviano

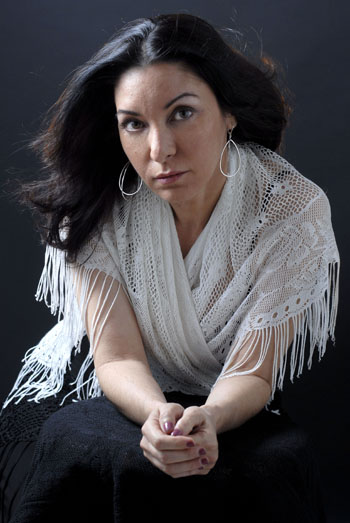
Daína Chaviano an der University of Miami, 2008

Daína Chaviano (* 19. Februar 1957 in Havanna) ist eine kubanische Schriftstellerin.

## Leben
Chaviano studierte an der Universität Havanna Anglistik und gewann noch während der Studienzeit ihren ersten Literaturpreis. Auf Kuba veröffentlichte sie mehrere Fantasy- und Science-Fiction-Romane und wurde in diesen Genres zur meistverkauften und angesehenen Autorin in ihrem Land. Ihre Prosa bewegt sich mit derselben Leichtigkeit im Bereich des Fantastischen wie in der traditionellen Literatur.
Die Themen ihrer Werke reichen von Mythologie und Erotik über antike Geschichte, Soziologie und Politik bis hin zu Parapsychologie und Magie, wobei ihr Stil sich durch zugleich poetische und sinnliche Bilder auszeichnet.
Zu ihren wichtigsten Publikationen gehört der aus mehreren Romanen bestehende Zyklus „La Habana oculta“ (Das verborgene Havanna). Ins Deutsche übersetzt sind davon El hombre, la hembra y el hambre (Havanna Blues, Lichtenberg 1999, Übs. Yasmin Bohrmann) und La isla de los amores infinitos (Insel der ewigen Liebe, Heyne/Random House 2008, Übs. Silke Kleemann).
Insel der ewigen Liebe wurde in 25 Sprachen veröffentlicht und ist damit einer der meistübersetzten kubanischen Romane aller Zeiten.
1991 kehrte Daína Chaviano von einer Auslandsreise nicht nach Kuba zurück und ließ sich in den USA nieder, wo sie als Journalistin, Übersetzerin und Schriftstellerin arbeitete. 2015 wurde mit dem Gedichtband Confesiones eróticas y otros hechizos erstmals nach 25 Jahren wieder eines ihrer Werke in Kuba veröffentlicht.

## Preise und Auszeichnungen
- 2007: Goldmedaille in der Kategorie Bestes Buch in spanischer Sprache. Florida Book Awards, USA (für Insel der ewigen Liebe)
- 2004: Ehrengast auf der 25. International Conference for the Fantastic in the Arts, Fort Lauderdale, USA.
- 2003: Premio Goliardos für Fantasy-Romane, Mexiko (für Erinnerungen einer außerirdischen Großmutter)
- 1998: Premio Azorín für Romane, Spanien (für Havanna Blues)
- 1990: Anna Seghers-Preis, Akademie der Schönen Künste, Berlin, Deutschland (für Erinnerungen einer außerirdischen Großmutter)
- 1989: Nationalpreis für Jugendliteratur „La Edad de Oro“ (für País de dragones)
- 1988: Nationalpreis „13 de marzo“ für das beste unveröffentlichte Kinodrehbuch (La anunciación)
- 1979: Nationalpreis für Science-Fiction-Literatur “David” (für Los mundos que amo)

## Werke (Auswahl)
Erzählungen
- Amoroso planeta. Letras Cubanas, Havanna 1982.
- El abrevadero de los dinosaurios. Letras Cubanas, Havanna, 1990.
- Historias de hadas para adultos. Minotauro, Barcelona 2007, ISBN 978-84-450-7642-2.
- Extraños testimonios. Huso, Madrid 2017. ISBN 978-84-946245-4-4

Romane
- Erinnerungen einer außerirdischen Großmutter („Fábulas de una abuela extraterreste“). Volk und Welt, Berlin, ISBN 3-353-00827-6 (übersetzt durch Ulrich Kunzmann).
- Casa de juegos. Planeta, Barcelona 1999, ISBN 84-08-03066-3.
- Havanna Blues. Roman („El hombre, la hembra y el hambre“). Droemer Knaur, München 2000, ISBN 3-426-61874-5 (übersetzt durch Yasmin Bohrmann).
- Gata encerrada. Editorial Planeta, Barcelona 2001, ISBN 84-08-03879-6.
- Insel der ewigen Liebe. Roman („La isla de los amores infinitos“). Diana Verlag, München 2009, ISBN 978-3-453-35404-3 (übersetzt durch Silke Kleemann).